# Jerzy Grzymkowski

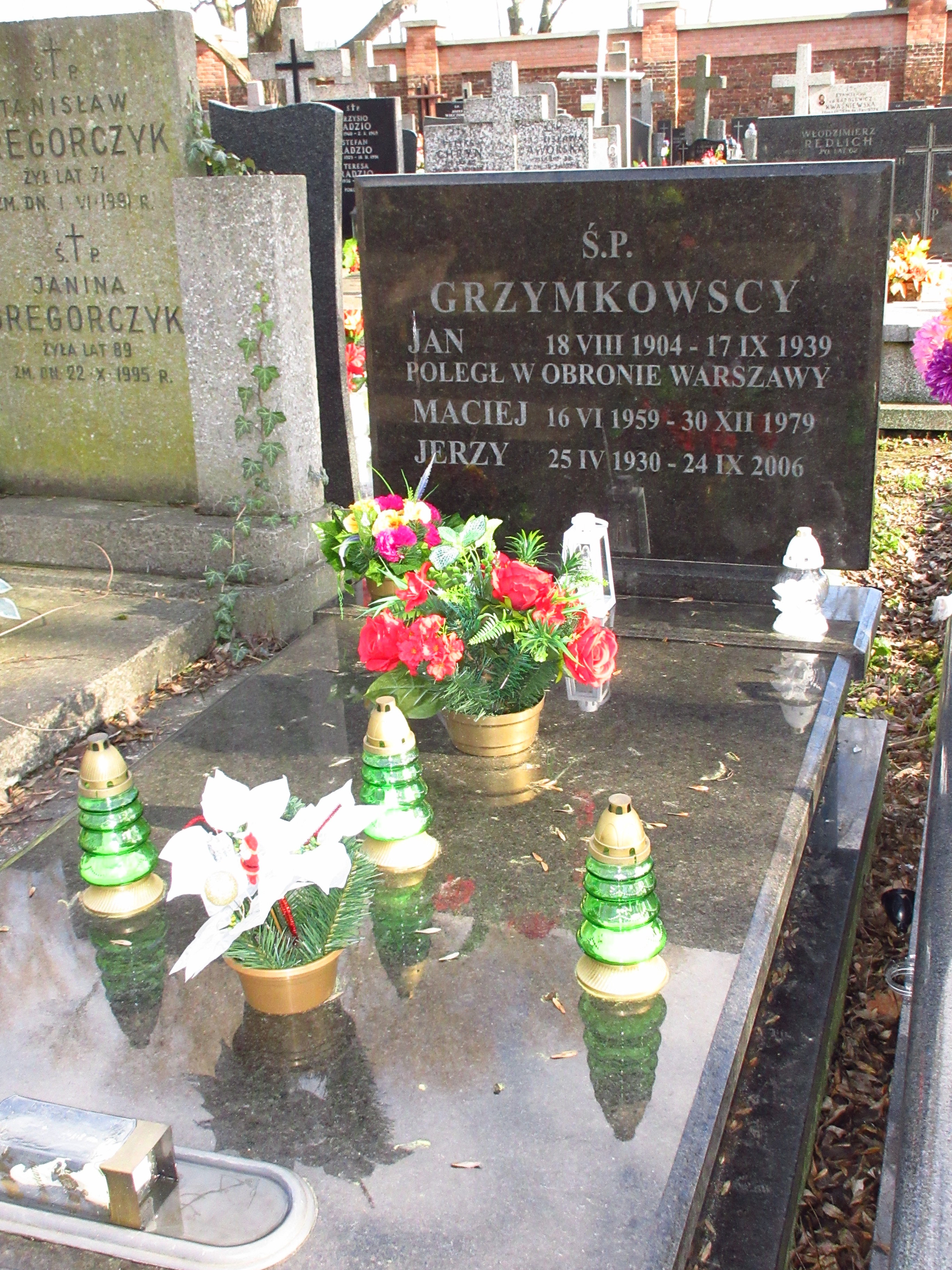
Grób Jerzego Grzymkowskiego na Cmentarzu Bródnowskim.

Jerzy Zygmunt Grzymkowski (ur. 25 kwietnia 1930 w Warszawie, zm. 24 września 2006) – polski prozaik i scenarzysta filmowy.

## Życiorys
Ukończył średnią szkołę spółdzielczą. W latach 1949–1952 był żołnierzem Korpusu Bezpieczeństwa Wewnętrznego, zaś w latach 1957–1960 służył w Milicji Obywatelskiej. W latach 1960–1965 był robotnikiem w Hucie Warszawa. Następnie pracował jako redaktor gazety zakładowej Fabryki Samochodów Osobowych „Fakty”. Debiutował w 1965 r. na łamach prasy jako prozaik. Tego samego roku otrzymał wyróżnienie Ministra Obrony Narodowej za tomik Sto tysięcy. Od 1982 r. był kierownikiem literackim Zespołu Filmowego "Profil". W 1979 r. otrzymał nagrodę II stopnia Prezesa Rady Ministrów za Wierne blizny. Laureat nagrody „Trybuny Ludu” (1984).
Pochowany na cmentarzu Bródnowskim w Warszawie (kwatera 114P-8-2).

## Twórczość literacka
- Sto tysięcy, opowiadanie (MON 1965)
- Erkaemiści, powieść (MON 1967)
- Dzielnicowy z Targówka i inne opowiadania (MON 1967)
- Czarna kołysanka, powieść (MON 1968)
- Ciemna rzeka, powieść (MON 1970)
- Gdy byłem hutnikiem, wspomnienia (Iskry 1971)
- Zderzenie, powieść (MON 1971)
- Rówieśnicy
- Salamun
- Zamknięte drzwi
- Kamień jak kamień
- Odwracanie widnokręgu
- Podzwonne
- Wierne blizny
- Smak ulęgałek
- Kariera
- Wstyd
- Życie na remis
- Akacja
- Krople żywicy
- Rocky

### Scenariusze filmowe
- Pożegnanie cesarzy
- Przeprawa
- Trudna wiosna
- Warszawskie gołębie
- Czas nadziei
- Kryptonim „Turyści”
- Godność
- Wierne blizny
- Zerwane cumy
- Mgła
- Mała sprawa
- Rówieśnicy
- Prawdzie w oczy